# Staroměstský graduál
Staroměstský graduál je renesanční iluminovaný rukopis z 2. poloviny 16. století, napsaný česky na pergamenu, který patří k nejobsáhlejším chorálním knihám 16. století. Rukopis je součástí sbírek dnešní Národní knihovny České republiky (sign. XVII. A. 40) a je datován mezi lety 1561–1567.
Jeho bohatá malířská výzdoba vznikla nejspíše zčásti v dílně Matouše Ornyse z Lindperka. Staroměstský graduál byl napsán v dílně Jana Táborského z Klokotské hory (1500–1572). Svědčí o tom jeho erb, který se nachází ve spodním okraji fol. 1r. Byl napsán rukou Matěje Pecky z Klatov. Na titulním listu je celostránkové vyobrazení městského znaku Starého Města pražského (fol. 1v), jak to bylo v době vzniku obvyklé u knih podobného typu. Rukopis byl objednán pro některé staroměstské literátské bratrstvo, uvažovalo se o chrámu P. Marie před Týnem či o Betlémské kapli. V odborné literatuře se uvádí, že se jednalo o literátské bratrstvo při Betlémské kapli, a to na základě identifikace jednotlivých donátorů. Z toho důvodu se někdy lze setkat s označením Graduál Betlémské kaple.

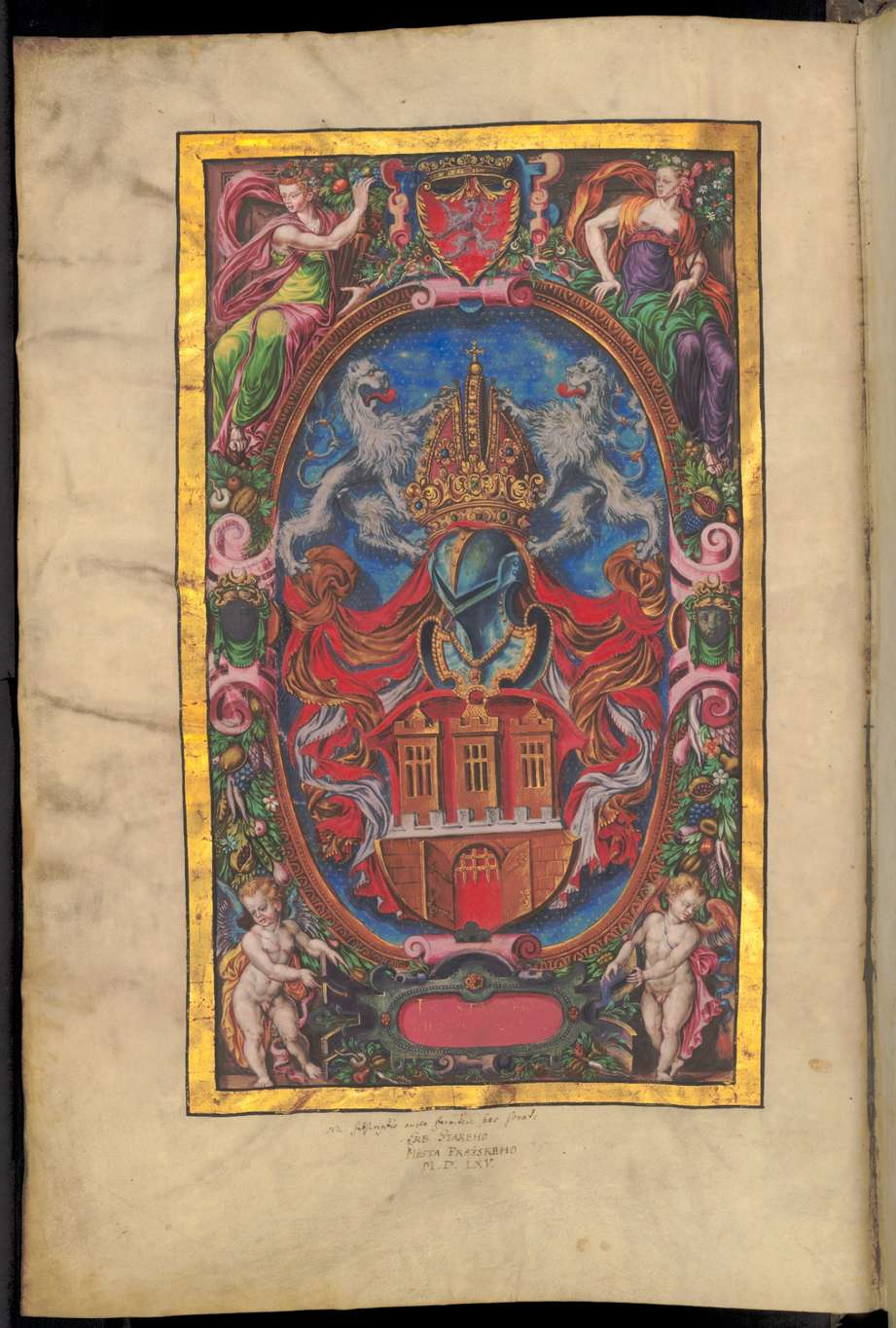
Staroměstský graduál, Národní knihovna ČR, sign. XVII.A.40, fol.1v

Jedná se o rukopis o rozměrech 58 x 40 cm, který obsahuje 340 fólií.

## Obsah
Staroměstský graduál obsahuje:
1. Erb Starého Města pražského
2. Kyriale
3. Proprium de tempore et de sanctis
4. Commune sanctorum
5. Officium pro defunctis (Oficium za zemřelé)
6. Prosarium (Prózy)
7. Credo (Patrem)

## Výzdoba
Výzdoba Staroměstského graduálu zde popsaná je výběrová, více v digitální knihovně Manuscriptorium:

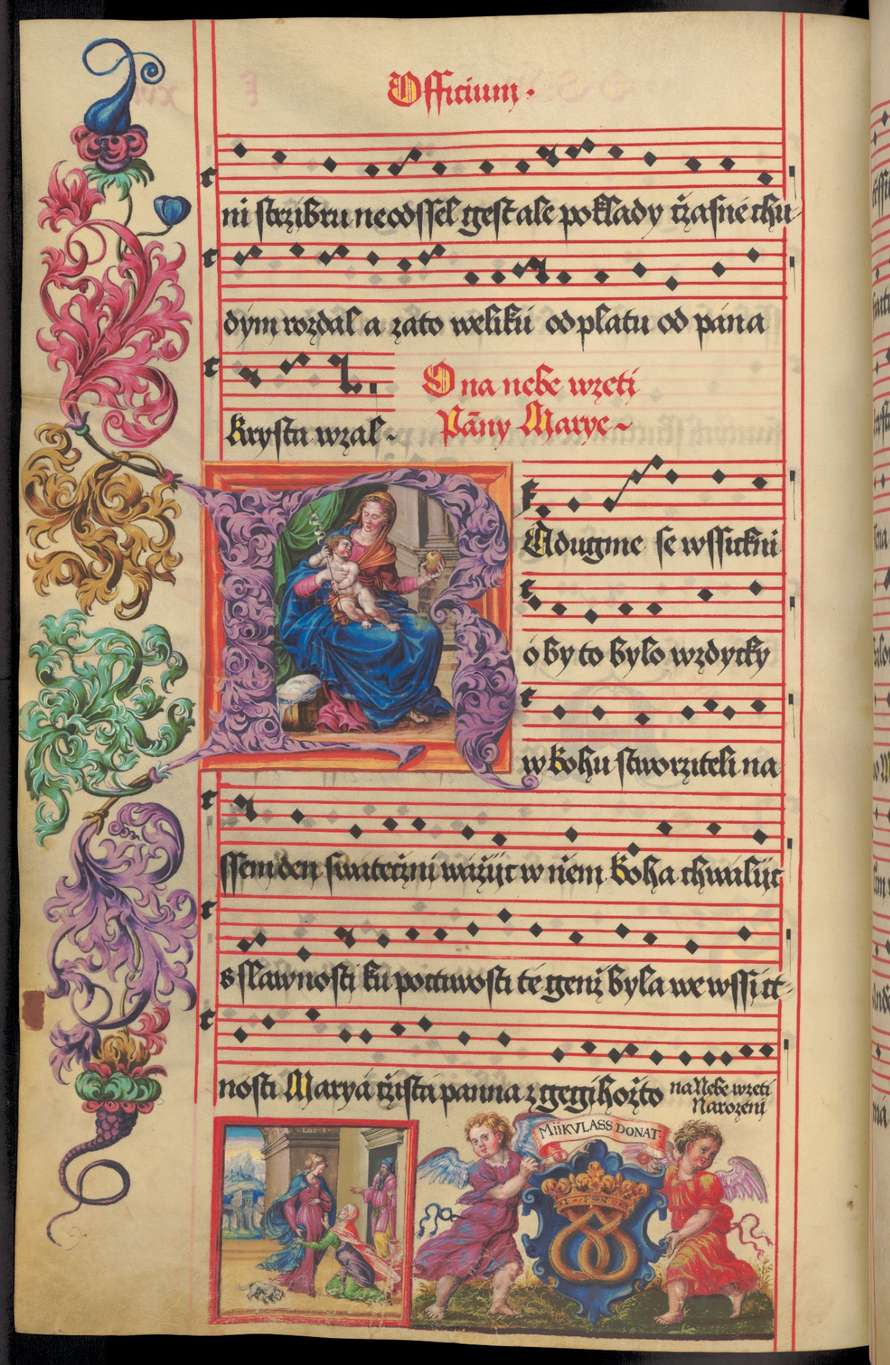
Staroměstský graduál, Národní knihovna ČR, sign. XVII.A.40, fol.169 bis v

- Staroměstský graduál, Národní knihovna ČR, sign. XVII.A.40, fol.169 bis vfol. 1r: Erb Jana Táborského z Klokotské Hory.
- fol. 1v: Erb Starého Města pražského – celostranná iluminace městského znaku ve zlatém lištovém rámci doplněná letopočtem    M D LXV.
- fol. 3r: Iniciála W, v ní klečící donátor před krvácejícím Kristem držícím kříž. V borduře Judit s hlavou Holofernovou, klečící žena před panovníkem a David zabíjející Goliáše.
- fol. 7v: Křest Krista v Jordáně.
- fol. 60v: Iniciála P s úponky vinné révy, v ní obětování beránka. In margine rodokmen Krista ad.
- fol. 77r: Iniciála D, v ní Narození Páně. Na tabulce jméno donátora Kněz Jan Mystopolus. Dále zde rostlinný motiv a zvěstování pastýřům.
- fol. 102v: Klečící donátor před Kristem a Kristův vjezd do Jeruzaléma.
- fol. 133r: Ornamentální iniciála W, v borduře erb bečváře Petra Kapouna.
- fol. 145r: Iniciála M, v ní Nanebevstoupení Krista. Dále erb Jana Zelendára z Prošovic.
- fol. 150r: Iniciála D, v ní seslání Ducha svatého.
- fol. 154r: Iniciála P, v ní sv. Trojice a andělé.
- fol. 157r: Iniciála P, v ní poslední večeře Páně. Dále erb Duchka Chmelíře ze Semechova.
- fol. 158r: Ornamentální iniciála P. V borduře stojící sv. Silvestr, erb Jiřího Libockého z Libé Hory.
- fol. 169 bis v: Iniciála R, v ní P. Marie s Ježíškem, v borduře Navštívení P. Marie, dva andělé držící erb pekařů (zlatý korunovaný preclík v modrém poli), nad ním nápisová páska se jménem Mikuláš Donát.
- fol. 174r: Iniciála O, v ní Jákobův žebřík.
- fol. 178v: Ornamentální iniciála R, v borduře Daniel v jámě lvové, erb řeznického cechu.
- fol. 187v: Klečící donátor před Kristem.
- fol. 211r: Iniciála P, v ní Zvěstování P. Marii.
- fol. 239r: Iniciála N, v ní Kristus v očistci. V borduře Herodova hostina a stětí sv. Jana Křtitele, erb Jana Libockého z Libé Hory.